# Aeropuerto de Carmelita
El aeropuerto de Carmelita (IATA: CMM, OACI: MGCR)         es un Aeropuerto que sirve a Carmelita, una pequeña comunidad en la Reserva de la Biosfera Maya de Guatemala . Una sección de la pista también sirve como calle en el pueblo. 
La Pista de aterrizaje tiene una longitud de 640 metros en dirección 06/24, actualmente es utilizado como aeródromo de carga en la selva petenera.. 
El parque nacional Tikal VOR-DME (Ident: TIK ) se encuentra a 34,1 millas náuticas (63,2 km)   sur-sureste de la pista de aterrizaje.